# Batalla de Seminara (1495)
La batalla de Seminara enfrentó el 28 de junio de 1495 a las tropas de España, que abrían un nuevo frente en Calabria, y de Francia en el marco de la llamada Guerra italiana de 1494-1498.

## Contexto
En abril de 1495 los Reyes Católicos enviaron un ejército expedicionario a Nápoles que al mando del capitán Gonzalo Fernández de Córdoba el 24 de mayo desembarcaba en Calabria con 2.000 infantes y 300 jinetes ligeros. 
Las tropas francesas, al mando de Bérault Stuart d'Aubigny, eran superiores en número, especialmente en caballería, por lo que el comandante español decidió evitar una batalla campal y desarrollar una campaña de guerrillas para desgastar a su enemigo e impulsar un levantamiento en la campaña. Aprovechaba así al máximo las características del terreno y la experiencia de sus hombres obtenida en la Guerra de Granada.
La táctica rindió pronto sus frutos y acompañada de un eficaz uso de la artillería le permitió a Córdoba tomar Fiumara, Santa Ágata y el 6 de junio la de la plaza de Seminara. Por su parte, Stuart reagrupó sus fuerzas y reforzadas por las estacionadas en Basilicata al mando de Precy (principalmente infantería suiza), y tropas al mando de los hermanos François e Ivo D'Allegre, marchó sobre Seminara.
Decidido a forzar a los españoles a presentar batalla, Stuart los acusó públicamente de cobardía. La estrategia tuvo éxito y pese a los consejos de Gonzalo Fernández de Córdoba quien aconsejaba retirarse a una plaza fuerte o en su defecto encerrarse en Seminara hasta tanto formase una opinión adecuada tanto de las fuerzas enemigas como de los voluntarios napolitanos en su propio ejército, su superior Fernando II, herido en su orgullo, ordenó enfrentar a los franceses.

## La batalla

Movimientos previos a la batalla de Seminara.

El 21 de junio Córdoba desplegó las tropas aliadas en unas colinas a una legua al este de la plaza, dominando el tramo vadeable del río Petrace. Ubicó en su flanco derecho mil infantes y cuatrocientos jinetes españoles y en el izquierdo a los seis mil voluntarios napolitanos y calabreses de Fernando II. 
Stuart enfrentó el vado formando a su izquierda la caballería francesa, que «consistía en unos cuatrocientos caballos de línea y doble número de los ligeros», y en su flanco derecho a los piqueros suizos, dejando como reserva a su retaguardia las tropas del país. 
Los franceses iniciaron el cruce recibiendo el ataque de la caballería ligera española fuerte en 400 hombres, que consiguieron momentáneamente desorganizarlas. Stuart y Precy consiguieron reorganizar sus filas mientras los españoles retrocedían a sus posiciones para reagruparse y volver a la carga.
Sin embargo, la inexperta infantería napolitana interpretó el repliegue táctico como huida y fugó del campo de batalla perseguidos por destacamentos de caballería. Al caer muerto su caballo, el rey Fernando mismo quedó atrapado bajo el animal y salvó su vida gracias al caballero Juan de Altavilla que lo rescató y le cedió el suyo, muriendo en la acción. Viendo la dispersión de sus aliados, Córdoba ordenó entonces la retirada, que sus tropas ejecutaron en orden marchando a Seminara cubiertas por la infantería española, para partir al día siguiente a Regio de Calabria. Por su parte, Stuart, quien se encontraba enfermo, dejó en una litera el campo apenas vio decidida la acción, perdiendo los franceses la oportunidad de definir la campaña.

## Consecuencias
Tras su primer y única derrota en batalla, Fernández de Córdoba abandonó las plazas ocupadas y se refugió con sus tropas en Regio tras la protección de sus murallas y de la potente flota aragonesa, mientras que Fernando II se trasladaba a Sicilia en busca de refuerzos.
Aprovechando las enseñanzas de su derrota, Córdoba hizo modificaciones en la composición y organización de sus tropas. Sustituyó a los ballesteros por arcabuceros y redujo el número de jinetes ligeros para dar mayor relevancia a la infantería, a la que dotó de una nueva organización mediante coronelías. Creó también pequeñas unidades de caballería pesada y fortaleció su artillería. Está formación fue la base de los tercios españoles.
Por lo que respecta a su táctica, confirmó su decisión de evitar batallas campales y volvió a la guerra irregular, de desgaste y hostigamiento del enemigo. Tras varios golpes menores Córdoba se adueñó de Muro, Calanna, Bagneza, Esquilace y Sibari, y para finales de año se hallaba en posesión de todo el sur de Calabria.